# Sev.en AG
Sev.en (nepřesně také někdy uváděna jako Severní energetická) je skupina firem se sídlem v Lichtenštejnsku vlastněná skrze kyperskou společnost českým podnikatelem Pavlem Tykačem.[zdroj?] Skupina je zaměřená prakticky výhradně na oblast energetiky, a to především na oblast těžby uhlí.[zdroj?] Jednotlivé její součásti vznikly především postupnou transformací vlastnické struktury dolů na hnědé uhlí a elektráren v Severních Čechách. Mnoho let trvající restrukturalizaci zakončilo vytvoření skupiny Sev.en. Její sesterská společnost Sev.en Global Investments následně ohlásila expanzi na zahraniční energetické trhy s tím, že se chce zaměřit na klasickou uhelnou či plynovou energetiku a na akvizice po celé Evropě má v první fázi k dispozici 1 miliardu eur.

## Portfolio v Česku
Dceřiným firmám společnosti patří na území Česka například elektrárna Chvaletice (společnost Elektrárna Chvaletice), teplárna Kladno (společnost Teplárna Kladno) či lom Vršany (společnost Vršanská uhelná).

## Plány na odklon od uhlí v Česku
Na začátku roku 2021 společnost Sev.en začala veřejně mluvit o svých plánech pro období po ukončení provozu svých uhelných elektráren. V energetice se hodlá zaměřit na fotovoltaické a větrné elektrárny a na plyn. Celkem by se mělo jednat o nové projekty v řádech miliard korun pro které má v úmyslu využívat pozemky svých stávajících elektráren i další pozemky mimo. Ohlášen byl také záměr na vytvoření plovoucí fotovoltaické elektrárny na jezeře Marcela. Na tomto projektu se má spolupodílet Palivový kombinát Ústí a Univerzita J. E. Purkyně.

## Uhelné doly v USA
V květnu 2020 skupina Sev.en koupila sedmnáctiprocentní podíl ve společnosti Corsa Coal se sídlem v Pensylvánii. Společnost se specializuje na těžbu metalurgického uhlí pro výrobu železa a oceli. Šlo o první velký vstup Pavla Tykače na energetický trh ve Spojených státech.
V červnu 2020 Sev.en oznámila koupi společnosti Blackhawk Mining, která vlastní několik dolů na metalurgické uhlí v Západní Virginii a v Kentucky. Kupní cena nebyla zveřejněna, ale odhaduje se na v přepočtu asi 12 miliard korun.